# Midollo rostrale ventromediale
Il midollo rostrale ventromediale (RVM) è un gruppo di neuroni facenti parte del midollo allungato e situati vicino alla linea mediana sul pavimento del mielencefalo. Da qui si dipartono fibre nervose discendenti eccitatorie e inibitorie dirette ai neuroni del corno dorsale del midollo spinale.
Si possono identificare tre categorie di neuroni nel midollo rostrale ventromediale, caratterizzati in base alle loro risposte a segnali nocicettivi: le cellule on, le cellule off e le cellule neutrali. Le cellule off mostrano una riduzione transitoria delle frequenza di scarica appena prima del riflesso nocicettivo, e si suppone abbiano un ruolo inibitorio. La loro attivazione, secondaria alla somministrazione di farmaci quali la morfina e altri oppioidi, risulta aver effetto antidolorifico. Le cellule on, al contrario, mostrano un aumento della frequenza di scarica subito prima dell'impulso dolorifico, e si suppone abbiano un effetto eccitatorio. Le cellule neutrali, invece, non mostrano alcuna risposta allo stimolo nocicettivo.